# 朝潮太郎 (3代)
朝潮 太郎（あさしお たろう、1929年（昭和4年）11月13日 - 1988年（昭和63年）10月23日）は、鹿児島県徳之島出身（出生地は兵庫県武庫郡、現在の神戸市）で高砂部屋に所属した大相撲力士。第46代横綱。本名は米川 文敏（よねかわ ふみとし）、現役時代の体格は身長189cm、体重145kg。得意技は左四つ、寄り。

## 来歴・人物
入門前は沖仲仕として働き、現場の力自慢で知られていた貴闘力の父親を凌ぐ怪力の持ち主として話題になっていた。1948年（昭和23年）10月場所、本名の米川で初土俵。当時奄美は米軍の占領下にあったので兵庫県の親戚・大沢徳城を頼って貨物船に忍び込み密航。奄美が返還されるまで兵庫県（神戸）出身と番付に書かれていた。力士となってから故郷奄美の返還運動にも参加し奄美返還後の1954年（昭和29年）9月場所以降は鹿児島県出身と書かれた。濃い胸毛と太い眉毛で人気を博し、当時は"一に朝潮、二に長嶋、三に三島由紀夫"と胸毛の濃い著名人を謳うフレーズが聞かれた。東宝映画『日本誕生』に手力男命の役で出演したり、週刊少年マガジン創刊号の表紙も飾った。大阪場所で強く、「大阪太郎」と呼ばれた横綱だった。優勝は5回あるがそのうち4回が大阪（あと1回は九州）、横綱昇進を決めたのも大阪だった。左ハズ、右上手で挟み付けるように攻めた時の強さは特筆すべきものがあり、期待通りの出世を遂げた。
入門に際して前田山は「6尺1寸、29貫の大男がいるので、指導する気があったら君が連れに来い」と米川を紹介されたといい、入門時には逸材が入ったと記者クラブが大騒ぎであったと伝わるが、半ズボンに進駐軍のセーターといういでたちをしていたため初めて米川を見た前田山は米川がそれほど大きくないと錯覚したという。しかし当時としては異例の巨体であったため、相撲界隈では「100年に1度の巨体」と評された。当時立派な服など持っていなかった米川に4代高砂は、色は焼けているが比較的立派な服を譲り、密入国者であり配給を受けられない米川にヤミ米を買って食べさせた。しかし物資に恵まれない時代に特別扱いを受けていた米川を僻む者も少なくなかったという。当時の奄美大島の力士に共通していた弱点として下半身が脆く、前田山は志村正順との対談で「大体、私のほうへは奄美からたくさん青年がきてますが、向こうの者は全部腰から下がいけないんですね。食べ物の関係かなんか知りませんが」「結局足の訓練が足らない。歩かないんだ。まあ毒ヘビのハブがおるからと思うて、歩かないのかもしれないけど（笑）」と呟いていた。そのため、前田山は多い日では4時間も米川に四股を踏ませ、東冨士と稽古を行わせた。前田山が現役であったころは自ら胸を出した。
1951年（昭和26年）1月場所、年6場所制実施（1958年）以前では羽黒山に並ぶ、序ノ口から所要7場所の最速で新入幕を果たす。1952年（昭和27年）9月場所は4日目に羽黒山、9日目に千代の山を初顔で破り、10勝5敗と二桁勝利を挙げて初の殊勲賞を受賞した。翌1953年（昭和28年）1月場所で小結を通り越して新三役（関脇）に昇進して11勝4敗の好成績を挙げ、2回目の殊勲賞を受賞した。入門当初から世話になり積極的に稽古をつけてくれた東富士（東冨士改め）の引退により一度は低迷して平幕に下がるが1956年（昭和31年）3月場所関脇で12勝3敗の成績で大関・若ノ花、平幕の前頭15枚目・若羽黒との決定戦に進出。下馬評は当然、大関の若ノ花有利だったがこれに勝って初優勝を果たした。その優勝決定巴戦の取組では左四つに組み止めた朝潮が盤石の形となり、最後はうっちゃりに来る若ノ花をがぶって寄り倒し。続く格下の若羽黒も一蹴した。これは（若ノ花、若羽黒が優勝した場合でも）昭和生まれの力士初の幕内優勝でもあった。
翌5月場所に大関昇進を賭けたが8勝7敗に終わり失敗に終わった。しかし1957年（昭和32年）3月場所は初日から12連勝し、史上初の横綱大関総なめ（同じ高砂一門の松登と休場した吉葉山を除く）の快挙を成し遂げ、13勝2敗で2回目の優勝を果たし、場所後、大関に昇進した。1958年（昭和33年）3月場所も13勝2敗の成績で関脇・琴ヶ濵との決定戦を制して優勝し大阪場所3連覇、大阪太郎の名を定着させた。同年11月場所は14勝1敗の成績で4回目の優勝。この場所千秋楽の若乃花との相星対決では朝潮が突っ張りから素早く左四つに組み止めて先に上手を引き、有利な体勢から再三寄り立て、若乃花が残すと朝潮は右上手投げから頭を付け、左をハズにあてて必死に寄り切った。1959年（昭和34年）3月場所は優勝こそ逃したが、13勝2敗の好成績で、直前3場所を優勝-準優勝-準優勝としたことから場所後に協会は横綱審議委員会に朝潮の横綱昇進を諮問した。横審では賛否が相半ばして結論を出すことができず、その後の番付編成会議では高砂親方が時津風理事長や出羽海相談役を懐柔したことから満場一致で横綱昇進が決まり、横審もこれを追認した。新聞でも「興業政策」と断じられるなど、当時は昇進に疑問の声があった。当時、胸毛のある力士は横綱になれないというジンクスを見事破った。昇進伝達式の口上は「お受けします。横綱の名に恥じぬよう一生懸命頑張ります」であった。横綱土俵入りでは4代高砂から「君は上手にしようと思わんでいい」と指導されたこともあって、少なくとも横綱初期においてはゆっくりとしたものに仕上がった。
しかし横綱昇進以後は脊椎分離症などに悩まされ強弱の差が激しく、強い朝潮と弱い朝潮の2人がいるといわれ、ある時朝潮にいい所なく負けた出羽錦が「今日は強い方の朝潮と当たっちゃった」と言っていた。また休場が多いため「や印の横綱」とまで言われた。横綱在位3場所目で2回以上の休場という記録は昭和以降4人目。横綱になっても足腰の脆さは残っていた。その後はしばらく優勝することがなかったが、1961年（昭和36年）3月場所は4日目に栃光に敗れたのを除いて白星を重ね、14日目に大関・琴ヶ濵を押し倒して13勝1敗、14日目に5回目の優勝を決めた。千秋楽は大関・柏戸に上手投げで敗れたものの13勝2敗で再起を果たした。この場所は「弱い朝潮は生まれたばかりの息子をあやすために東京に残って、強い朝潮1人だけが大阪に来た」と言われた。5月場所は初日から3連敗で休場、7月場所は初日から7連勝し、千秋楽に12勝2敗同士で大関・大鵬との相星決戦に臨んだが敗れて12勝3敗。千秋楽の取組では、大鵬が右から張って左差し、朝潮は右上手を取って左から攻めたが、大鵬は右上手を取ると、上手投げで朝潮の体を崩し、左ハズから体を崩して大鵬が勝利。この場所が最後の光だった。結局素質は戦後最高とまで言われながら連覇も全勝もなく一時代を築けなかった。体を前に小さく屈めて対する鶏追いの型で小兵力士には強く、栃錦には一時期不戦勝も含めて6連勝と健闘し、通算対戦成績も13勝16敗、若乃花はたびたび彼に苦杯を嘗め、通算対戦も16勝17敗（上述の決定戦も含めれば17勝17敗）と互角に闘った。また、大関・若羽黒には21勝3敗と圧倒的に強く、大関・琴ヶ濱にも18勝11敗と勝ち越しており、一時期は7連勝したこともあった。その一方で関脇・鶴ヶ嶺には10勝8敗と苦手にしていた。
1962年（昭和37年）1月場所、番付に名を残しながら同場所前に現役引退を表明。横綱在位数は1961年（昭和36年）までの16場所だった（番付上は17場所）。本来は振分親方となるはずだったが親友である松登の引退の際に名跡を貸していたため当時制度運用開始されたばかりの横綱5年制度を利用して朝潮のまま親方になる。現役力士から名跡を借りている親方は、本来は名跡の持主が引退すれば返さなければいけないが、松登は年寄名跡がなくこのままでは廃業かと心配していた。この時振分（松登）のもとを訪ね自身は横綱5年が使えることからそのまま貸し続けることを快諾したという。同年大山（髙登）が亡くなり振分親方が大山部屋を継承すると自身は振分を襲名。一時期独立して振分部屋を経営したが後に部屋を閉じて高砂部屋に戻った。
1971年（昭和46年）に4代目高砂（元横綱・前田山）が亡くなったことに伴い、5代目高砂となり、高砂部屋を継承し、先代から引き継いだ高見山、富士櫻、自分の代に入門した朝潮（7代目高砂）、小錦、水戸泉（現錦戸）らを育てた。
特に小錦は同じ外国出身者（奄美大島返還前は自身も外国人であった）という事情から特に熱心に指導し、可愛がった。　突き押しを徹底的に仕込み、勝ってもまわしを取った時は「あんな相撲を取りやがって。ハワイへ帰れ」と怒った厳しさと、のちに小錦が「僕の発言が誤解を招いて批判された時もかばってくれた」と述懐した優しさがあった。小錦の体重過多に対しては人一倍心配し、彼の体重が240kgに迫る頃に記者から「力士生命に関わるのでは」と聞かれた際は、太い眉を吊り上げ「何を言ってるんだ。力士生命じゃない、人間生命の危機だ!」と真剣に声を荒げた。
また、1975年（昭和50年）の大関・貴ノ花の初優勝に際し、審判部長として、貴ノ花の兄・二子山審判部副部長に優勝旗を授与させるはからいも見せた。
一方、現役時代は才能型の力士だったために能力主義の傾向があり、関取になれない力士には冷淡であったという評価もある。
1987年4月に軽い脳梗塞で倒れ、その影響で小錦の大関昇進伝達式の際には病院から医師と看護師を連れて使者を迎えた。1988年（昭和63年）9月場所中、弟子で西サモア出身の幕内力士だった南海龍が飲酒による素行問題を起こすと（その後南海龍は廃業）、ストレスもあってか、10月11日風呂に入った後脳溢血で倒れ緊急入院。しかし意識は戻らないまま、同年10月23日に同愛記念病院で死去した。58歳没。同年行なわれた若乃花還暦土俵入りの際には、「来年は儂の番だ」と自身の還暦土俵入りを楽しみにしていたという。この土俵入りに向けて他人に見せられる身体にするため当時50代後半となっていた肉体に鞭をうちジョギングなどのトレーニングをしており、赤い綱も用意していたが使われることなくお蔵入りとなった。
1995年7月、出身地の徳之島町に銅像が建てられた。2006年12月の徳之島巡業の折には、孫弟子にあたる横綱・朝青龍が銅像の前で土俵入りを行っている。
夫人ら家族は長野県茅野市でちゃんこ鍋屋「相撲茶屋 よねかわ」を経営。このちゃんこ屋は味噌鍋が人気で、未亡人によると煮詰まり過ぎていない「幕下力士が食べる時間の味」とのこと。
長男はフジテレビプロデューサーの米川一成。

## エピソード
- 声質はジャイアント馬場に似ていた（小錦によく真似されている）。
- 初優勝の時の優勝パレードで着る紋付がなく、大柄な大山親方（元髙登）に頼んで借りたがそれでもまだ朝潮には小さかったため借りる相手がおらず、師匠に「ええい、それなら裸で行けい」と言われて史上初の締込姿での優勝パレードになった[18]。
- 朝潮（朝汐）襲名当初、4代高砂は3代高砂に襲名の許可を得た。すると3代高砂は「それは継がすのは構わない。だけど、朝潮という名前は、やはり高砂部屋のいい名前であって、気のちっちゃい者が継ぐというと、貫禄負けするんじゃないか」と話した。そのこともあってしばらくは朝潮の代わりに朝汐表記にする形で襲名したという[7]。
- 1958年ごろの朝潮は相撲記者からの相撲関連の質問にあまり答えず、ファンの女学生や野球の話、『ベサメ・ムーチョ』の話や冗談話などでよくごまかしており、三宅充（のち相撲評論家）に「大へん子供っぽい」「相撲の質問にも、少しは答えてもらいたい」と苦言を呈されている。そういう話ばかりするためか「童貞説」も流れていた[1]。
- 結婚後のある時、朝潮は妻に頼んで4代高砂から扶養控除等（異動）申告書を貰おうとしたが、4代高砂は「ばかいえ。朝汐は（昭和）23年からヤミ米食わしてやってきてるんだから、そんなものがあるわけがない」断った。しかし朝汐は他の3人か4人を通じて何度も申し出た。4代高砂は朝汐の物事を忘れる様子に驚き、最終的には「朝汐、君が23年に相撲取りになったとき、お前のとこ（徳之島）はもう外国だったんだ」と諭したという[7]。
- 1974年、日本相撲協会の理事改選で、理事長の武蔵川が勇退するに当たり、次期理事長候補は主流の春日野と、非主流の伊勢ヶ濱の争いとなっていた。しかし最終的に洞ヶ峠を決め込んだ高砂の一票が決め手となり、春日野が理事長の椅子に就いた。
- 2013年9月場所7日目中入り後にNHK中継で力道山が生前撮影したカラーのフィルム映像が紹介され、そのフィルムに写っていた朝潮（1954年春場所）にはまだ胸毛がなかった。このフィルムは力道山の次男である百田光雄によって公開された。
- 自身の葬儀には既に廃業していた横綱・双羽黒が出席していた。双羽黒が破門されるような経緯を辿った関係からこの出来事は異例と呼べるが、双羽黒曰く「事件の際、今迄お世話になった高砂親方に大変迷惑を掛けてしまい、深く責任を感じていた」とのことである。
- 1986年、弟子の小錦が暴力団事務所の相談役と会食した件で協会から3か月10%の減給処分を受けた。小錦は外国人であることも関係し、事情を知らなかったとして処分されなかった[19]。
- 自身の死去後に、孫弟子の曙太郎と朝青龍が横綱に昇進しているが、横綱に昇進して最初に務める明治神宮での奉納土俵入りでは、自身が使用していた化粧廻しを付けて土俵入りを務めている。
- 未亡人によると、一般的な印象である口数少なく朴訥で怖い印象とは違って、家では優しくユーモアたっぷりであったという[20]。
- 自身が死去した際、弟子の小錦は「みんなは俺のことをガイジン、ガイジンって言ったけど、親方は言わなかった。俺も体を切ったら赤い血が出る。お前も赤い血が出る。おんなじだよと言ってくれた」と泣いていた[21]。

## 主な成績

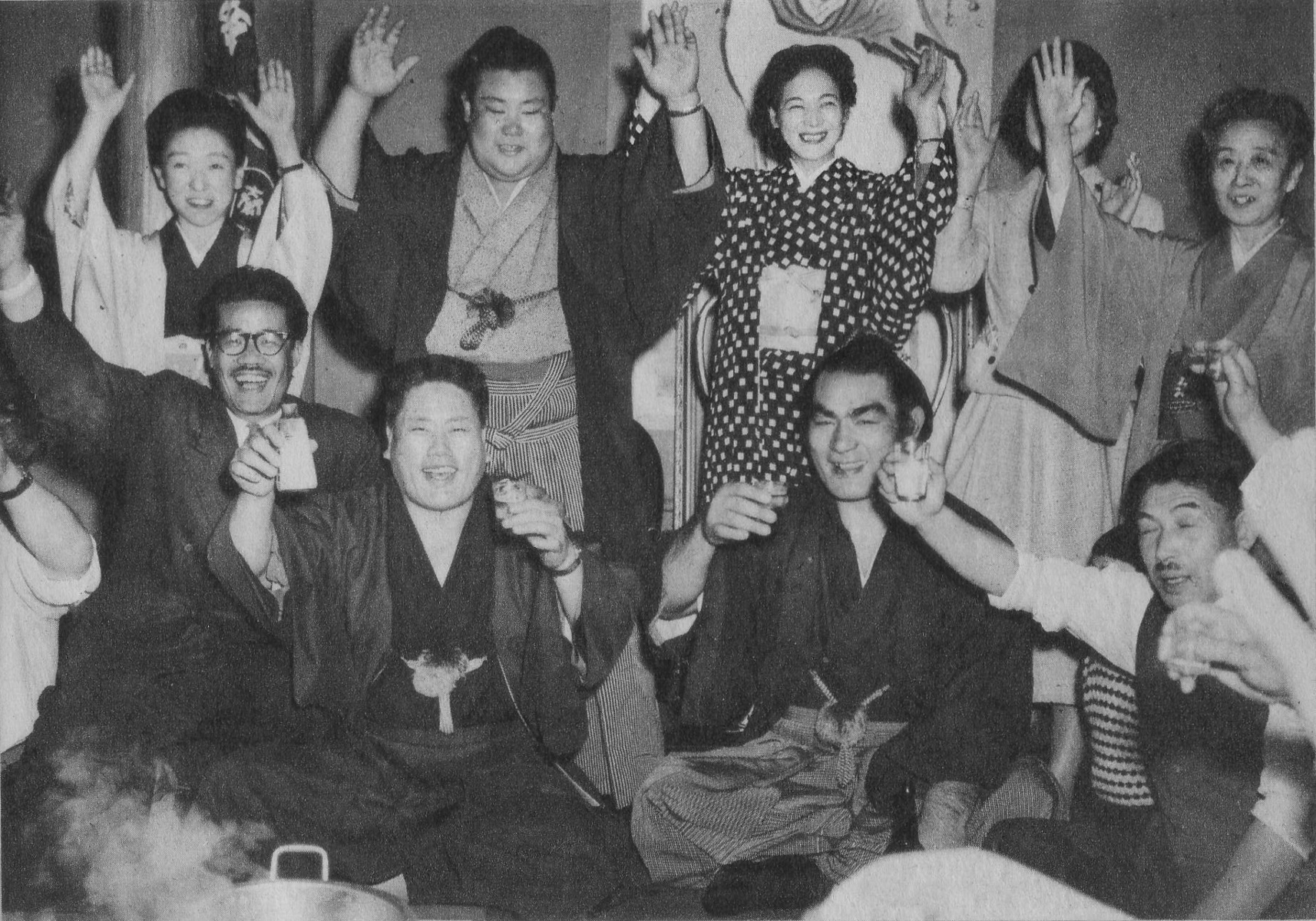
1956年3月場所優勝で祝杯

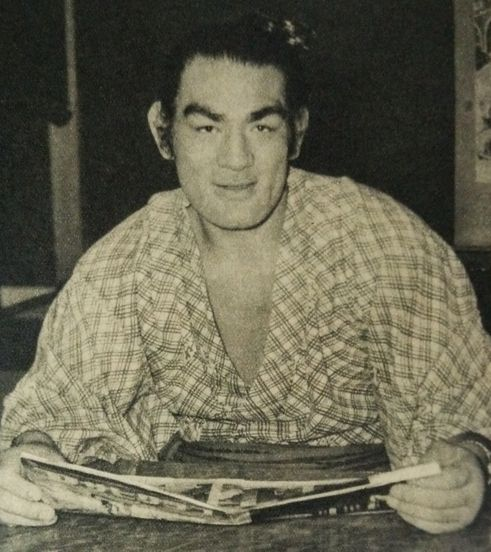
1953年

- 通算成績：501勝270敗101休 勝率.650
- 幕内成績：431勝248敗101休 勝率.635
- 大関成績：117勝42敗6休 勝率.736
- 横綱成績：102勝58敗95休 勝率.638
- 現役在位：58場所（番付上は59場所）
- 幕内在位：51場所（番付上は52場所）
- 横綱在位：16場所（横綱大関の1場所を含む、番付上は17場所）
- 大関在位：11場所
- 三役在位：16場所（関脇10場所、小結6場所）
- 連続6場所勝利：69勝（1958年7月場所～1959年5月場所）
- 通算（幕内）連続勝ち越し記録：15場所（1955年1月場所～1958年3月場所）
- 幕内連続2桁勝利記録：6場所（1958年7月場所～1959年5月場所）

### 各段優勝
- 幕内最高優勝：5回（1956年3月場所、1957年3月場所、1958年3月場所、1958年11月場所、1961年3月場所）
  - 3月（大阪）場所優勝：4回
  - 優勝次点 3回
- 十両優勝：1回（1950年9月場所）

### 三賞・金星
- 三賞：4回
  - 殊勲賞：4回(1952年9月場所、1953年1月場所、1955年1月場所、1956年3月場所)
- 雷電賞：2回（1956年3月場所、1957年3月場所）
- 金星：7個（羽黒山1個、千代の山3個、吉葉山1個、栃錦1個、鏡里1個）

### 場所別成績
| | 一月場所 初場所（東京） | 三月場所 春場所（大阪） | 五月場所 夏場所（東京） | 七月場所 名古屋場所（愛知） | 九月場所 秋場所（東京） | 十一月場所 九州場所（福岡） |
| --- | ----------------------- | ----------------------- | ----------------------- | --------------------------- | ----------------------- | --------------------------- |
| 1948年 （昭和23年） | x                       | x                       | x                       | x                           | 西新序 4–1              | x                           |
| 1949年 （昭和24年） | 東序二段31枚目 9–3      | x                       | 東三段目25枚目 11–4     | x                           | 東三段目6枚目 11–4      | x                           |
| 1950年 （昭和25年） | 東幕下16枚目 11–4       | x                       | 東幕下3枚目 10–5        | x                           | 東十両11枚目 優勝 14–1  | x                           |
| 1951年 （昭和26年） | 西前頭20枚目 8–7        | x                       | 東前頭19枚目 7–8        | x                           | 東前頭20枚目 10–5       | x                           |
| 1952年 （昭和27年） | 東前頭13枚目 10–5       | x                       | 東前頭7枚目 8–7         | x                           | 西前頭2枚目 10–5 殊★    | x                           |
| 1953年 （昭和28年） | 東関脇 11–4 殊          | 東関脇 10–5             | 西関脇 8–7              | x                           | 東関脇 7–8              | x                           |
| 1954年 （昭和29年） | 西張出小結 8–7          | 東小結 8–7              | 西小結 8–7              | x                           | 東小結 6–9              | x                           |
| 1955年 （昭和30年） | 東前頭筆頭 8–7 殊★      | 東前頭筆頭 10–5 ★       | 東小結 8–7              | x                           | 西小結 9–6              | x                           |
| 1956年 （昭和31年） | 西関脇 9–6              | 東関脇 12–3 殊          | 東関脇 8–7              | x                           | 東関脇 8–7              | x                           |
| 1957年 （昭和32年） | 東関脇 8–7              | 西関脇 13–2             | 西大関 9–6              | x                           | 西大関 11–4             | 西大関 10–5                 |
| 1958年 （昭和33年） | 西大関 10–5             | 東大関 13–2             | 東大関 5–4–6            | 西大関 10–5                 | 西大関 11–4             | 西大関 14–1                 |
| 1959年 （昭和34年） | 東大関 11–4             | 東大関 13–2             | 西横綱大関 10–5         | 東張出横綱 休場 0–0–15      | 東張出横綱 休場 0–0–15  | 東張出横綱 休場 0–0–15      |
| 1960年 （昭和35年） | 東張出横綱 11–4         | 西横綱 4–6–5            | 東張出横綱 10–5         | 西横綱 9–6                  | 西横綱 11–4             | 東横綱 11–4                 |
| 1961年 （昭和36年） | 東横綱 9–6              | 西横綱 13–2             | 東横綱 0–4–11           | 西横綱 12–3                 | 東横綱 0–4–11           | 西横綱2 2–5–8               |
| 1962年 （昭和37年） | 西横綱2 引退 –          | x                       | x                       | x                           | x                       | x                           |
| 各欄の数字は、「勝ち-負け-休場」を示す。 優勝 引退 休場 十両 幕下 三賞：敢=敢闘賞、殊=殊勲賞、技=技能賞 その他：★=金星 番付階級：幕内 - 十両 - 幕下 - 三段目 - 序二段 - 序ノ口 幕内序列：横綱 - 大関 - 関脇 - 小結 - 前頭（「#数字」は各位内の序列） |                         |                         |                         |                             |                         |                             |

- 1948年から51年までの秋場所は大阪開催

### 幕内対戦成績
| 力士名   | 勝数 | 負数 | 力士名   | 勝数  | 負数 | 力士名       | 勝数 | 負数 | 力士名   | 勝数 | 負数 |
| -------- | ---- | ---- | -------- | ----- | ---- | ------------ | ---- | ---- | -------- | ---- | ---- |
| 愛知山   | 1    | 0    | 青ノ里   | 3     | 1(1) | 五ッ洋       | 1    | 0    | 大岩山   | 1    | 2    |
| 大内山   | 11   | 9    | 大瀬川   | 1     | 0    | 大起         | 10   | 2    | 大昇     | 3    | 1    |
| 大晃     | 14   | 5    | 小城ノ花 | 3     | 2    | 大蛇潟       | 5    | 1    | 海山     | 5    | 2    |
| 甲斐ノ山 | 1    | 0    | 開隆山   | 0     | 2(2) | 鏡里         | 7    | 15   | 柏戸     | 4    | 6    |
| 金ノ花   | 1    | 0    | 神錦     | 1     | 1    | 神若         | 1    | 0    | 北の洋   | 17   | 9    |
| 北葉山   | 8    | 2    | 清恵波   | 1     | 0    | 鬼竜川       | 1    | 0    | 高津山   | 1    | 0    |
| 琴ヶ濱   | 18*  | 11   | 琴錦     | 3     | 0    | 櫻國         | 0    | 2    | 櫻錦     | 0    | 1    |
| 佐田の山 | 0    | 1    | 潮錦     | 7     | 3    | 信夫山       | 18   | 7(1) | 清水川   | 8    | 4    |
| 大鵬     | 4    | 4    | 玉乃海   | 11    | 10   | 玉響         | 2    | 0    | 千代の山 | 9(1) | 9    |
| 常錦     | 1    | 0    | 常ノ山   | 3     | 1    | 鶴ヶ嶺       | 10   | 8    | 照國     | 0    | 1    |
| 輝昇     | 0    | 1    | 出羽錦   | 16    | 12   | 出羽湊       | 1    | 2    | 時津山   | 21   | 7    |
| 時錦     | 2    | 1    | 栃錦     | 13(1) | 16   | 栃ノ海       | 1    | 1    | 栃光     | 16   | 6    |
| 那智ノ山 | 1    | 0    | 名寄岩   | 2     | 4    | 鳴門海       | 5    | 3    | 成山     | 11   | 3    |
| 白龍山   | 1    | 0    | 羽黒花   | 2     | 1    | 羽黒山       | 16   | 8    | 羽黒山   | 2    | 0    |
| 羽嶋山   | 13   | 2    | 緋縅     | 1     | 1    | 備州山       | 2    | 0    | 広瀬川   | 3    | 1    |
| 福田山   | 1    | 0    | 二瀬山   | 2     | 1    | 双ツ龍       | 9    | 1    | 不動岩   | 1    | 0    |
| 増巳山   | 1    | 2    | 三根山   | 10    | 10   | 宮城海       | 2    | 1    | 明武谷   | 2    | 0    |
| 吉井山   | 2    | 1    | 吉田川   | 1     | 0    | 吉葉山       | 5(1) | 12   | 若瀬川   | 7    | 1    |
| 若秩父   | 5    | 0    | 若ノ海   | 8     | 4    | 若乃花(初代) | 16*  | 17   | 若羽黒   | 21*  | 3(1) |
| 若葉山   | 5    | 1    |          |       |      |              |      |      |          |      |      |

- 他に優勝決定戦で琴ヶ濱、若ノ花、若羽黒に各1勝がある。

## 改名歴
- 米川 文敏（よねかわ ふみとし）：1948年10月場所-1952年1月場所
- 朝潮 太郎（あさしお たろう）：1952年5月場所-1955年9月場所[2]
- 朝汐 太郎（あさしお たろう）：1956年1月場所-1960年5月場所
- 朝潮 太郎（あさしお たろう）：1960年7月場所-1962年1月場所

## 演じた俳優
- ストロング金剛（現：ストロング小林、1992年10月5日放送・テレビ朝日系「土俵の鬼・若乃花物語」）